# Радуалд
Радуалд (Raduald, Radoald; † 651 г.) е херцог на Беневенто от 646 до 651 г.
Когато през 641 г. умира херцог Аричис I, негов наследник става синът му, кронпринц Айо I. Понеже той е умствено неразвит (луд), регентството е дадено на братята му Радуалд и Гримоалд. Айо умира през 646 г. при Сипонто, по време на опит да изгони навлезлите на брега славянски грабежници. Тогава Радуалд става, със съгласието на лангобардския крал Ротари, наследник на Айо. Радуалд, който знае славянски, успява да склони славяните да се оттеглят.
Радуалд умира след пет години. За негов наследник е определен брат му Гримоалд, който по-късно става крал на лангобардите.